# Mihovilj Naković
Mihovilj Naković ili Mihovil, Miho, Mihael Naković (mađarski Nákovich Mihály) (Veliki Borištof, 27. rujna, 1840. – Koljnof, 24. travnja, 1900.) hrvatski (gradišćanski) je pisac, kantor, sakupljač narodnih pjesama i učitelj. Naković je bio uporan i marljiv književnik gradišćanskohrvatskog jezika u 19. stoljeću. Kasnije je preuzio uređivanje Keršćansko-katoličanskoga kalendara od Gašpara Glavanića.
Njegov otac, Ivan Naković je bio tkalac, a njegova majka je bila Marija Pika, zato su ih zvali Pikini. Djed mu je bio također učitelj i kantor u Frakanavi. Nakovića pamet se je već u domaćoj školi razvila. Navečer je kot 13 i 14 ljetni dječak još svenek hodio u školu. Pozvali su ga za pomoćnoga učitelja u Hrvatski Židan, a potom u Frakanavu. Učiteljsku školu je završio u Šopronu, baš za glavni ispit, po kom bi bio dostao učiteljsku diplomu, nije imao novca. Ondašnji lanžarski farnik ga je pomilovao i dao za njega novac, da je mogao dobiti diplomu. Kratko je učiteljevao u Vulkaprodrštofu, što se pak nije moglo potvrditi. U Cogrštofu su ga 1860. izabrali za bilježnika i školnika, odakle pak 1874. odlazi za kantora, učitelja te ravnatelja u Koljnofu. U Cogrštofu je imao jednoga jednoga učenika, Martina Borenića
Pisao je pjesme, u kojih nastavlja staru školnišku tradiciju prigodnog pjesnika. Naković i drugi su reformirali gradišćanskohrvatski jezik, koji se je trudio se zbližiti hrvatskomu književnomu jeziku, dok ranije se je Jožef Ficko ogradio od srpskohrvatskog i ilirskog jezika. Naković, Štefan Krpan i Mirko Valentić su potpisali Deklaraciju o jedinstvenom književnom jeziku 16. listopada, 1877.
Pisao je udžbenike, pjesmarice i molitvenike. Njegov molitvenik Duhovni vĕnac ima velik broj i veliku popularnust. Pokušao je u svojoj brizi za selo pokrenuti poučne i zabavni časopis Knjižnica za seljačke ljude, ali su izišla samo dva broja (1891. i 1892.).

## Djela
- Zemlyopisz za hervatszke narodne skole (1873.)
- Prirodopisz za hervatszke skole jurszke biskupie (1873. Glavanić i Naković)
- Nova mĕra i vága (1875.)
- Jacskar. Narodne jacske za hervatszku mladoszt (1876.)
- Duhovni vĕnac (1877.)
- Podučavanje u jezikoslovju (1877.)
- Vĕnac. Jačkene knjige (1878.)
- Druga štanka za katoličanske hèrvatske škole Ugarskoga kraljevstva (1880. Naković i Borenić)
- Ugarska slovnica, za nimške škole izdana (1880.)
- Zlatna koruna Bl.D. Marije (1882.)
- Kerštjansko-katoličanski kalendar za prestupno leto (od 1891.)
- Knjižnica za seljačke ljude (1891.)
- Pĕrva molitvenica za katoličansku ditcu (1892.)
- Srĕdnji vĕnac Bl.Div. Marije (1892.)
- Novi vĕnac. Jačkene knjige za katholičansku crickvu (1893.)
- Novi duhovni vĕnac bl. div. Marije (1897.)
- Nova zlatna koruna Bl. divice Marije (1905.)
- Početak hodočasne crikve B.D. Marie, u Kolnofu (rukopis, ?)